# Battaglia di Capo Finisterre (1596)
La battaglia di Capo Finisterre del 1596 (detta anche Incidente di Capo Finisterre, Seconda Invincibile Armata o Intervento dell'armata spagnola in Irlanda nel 1596, o ancora Armada spagnola del 1596) fu un'operazione navale che ebbe luogo nel corso della Guerra anglo-spagnola (1585-1604) col tentativo di invadere l'Inghilterra da parte di Filippo II di Spagna. Nel tentativo di vendicarsi del sacco di Cadice del 1596, Filippo ordinò subito un contrattacco nella speranza di assistere i ribelli irlandesi nella loro ribellione contro la Corona inglese. La strategia del re di Spagna era quella di aprire un nuovo fronte di guerra, costringendo le truppe inglesi a rimanere lontane da Francia e Paesi Bassi dove pure stavano combattendo.
L'Armada al comando dell'Adelantado Martín de Padilla si riunì a Lisbona, Vigo ed a Siviglia e salpò nell'ottobre del 1596. Prima di lasciare le acque spagnole, ad ogni modo, venne colpita da una tremenda tempesta al largo di Capo Finisterre. La tempesta colpì duramente l'Armada causando notevoli danni e costringendo le navi a fare ritorno nei porti in patria. Quasi 5000 persone morirono sia a causa della tempesta che per le malattie sviluppatesi e 38 navi andarono perdute, numeri abbastanza forti da far posporre l'impresa irlandese. Le perdite materiali e finanziarie fecero andare il regno spagnolo sull'orlo della bancarotta nell'autunno del 1596.

## Antefatto
Spagna e Inghilterra erano già in guerra da dodici anni ma nessuna delle due parti riusciva a prevalere. Il risultato dell'intervento di Filippo II nelle guerre di religione in Francia in supporto della Lega cattolica aveva portato gli spagnoli a istituire delle guarnigioni costiere in Francia e nelle Fiandre già dalla fine degli anni '80 del Cinquecento. Queste basi avevano una grande importanza strategica perché permettevano agli spagnoli di minacciare direttamente l'Inghilterra con navi e con uomini d'esercito. L'Inghilterra sull'altro fronte era pure intervenuta in Francia supportando re Enrico IV di Francia come risultato del trattato di Greenwich del 1591. Gli spagnolo avevano catturato Calais nel 1596 il che fu un duro colpo nei confronti dell'Inghilterra, facendone presagire un'imminente invasione. Dopo le disperate richieste dei francesi per una pace con la Spagna, l'Inghilterra siglò la Triplice alleanza con la repubblica olandese e la Francia.
L'Inghilterra aveva inviato un'armata al comando di Robert Devereux e Charles Howard a Cadice, che venne catturata e saccheggiata per due settimane nell'estate del 1596. Filippo quando seppe della notizia colse subito l'occasione per cercare vendetta in ogni modo di quell'affronto.
Il gesuita inglese in esilio in Spagna, Robert Persons, chiese udienza a Filippo II per spingere il re ad agire contro l'Inghilterra. Persons suggerì al sovrano un attacco in pieno inverno quando meno la regina se lo sarebbe aspettato. Questo attacco ad ogni modo prevedeva la presenza di un esercito di moderata grandezza, un elemento che secondo lui era stato penalizzante nel tentativo di invasione del 1588.
Persons presentò al re una strategia con la quale sarebbe stato possibile per gli spagnoli attraccare in sicurezza in Scozia, nel Kent o a Milford Haven nel Galles, riportando come Enrico VII avesse avuto successo in un'impresa così organizzata nel 1485. Qui gli spagnoli avrebbero trovato il pieno supporto dei cattolici locali. Per l'occasione Persons si era fornito di carte dettagliate dei porti d'Inghilterra e del Galles, anche dell'Isola di Wight che egli suggeriva di occupare. I consiglieri del re di Spagna, ad ogni modo, ritenevano che un'invasione dell'Irlanda avrebbe potuto maggiormente destabilizzare l'Inghilterra. L'uso dell'Irlanda come testa di ponte per una invasione dell'Inghilterra non era un'idea nuova: il marchese di Santa Cruz, comandante della prima Armada spagnola, aveva chiesto di poter sbarcare a Cork o a Wexford già nel 1586. Il piano venne rimandato solo a causa dell'intervento di Francis Drake a Cadice.
Filippo diede il via alle operazioni ordinando a Martín de Padilla, conte di Santa Gadea, di assemblare una nuova flotta con l'intento di sbarcare in Irlanda, così da promuovere ulteriormente la ribellione che aveva iniziato Hugh O'Neill, conte di Tyrone. All'inizio del 1595 O'Neill e Hugh Roe O'Donnell avevano infatti chiesto a Filippo II aiuto per la loro causa, offrendosi come suoi vassalli. I due avevano proposto anche che il cugino del sovrano, l'arciduca Alberto, fosse nominato principe d'Irlanda, ma di questo progetto non se ne fece nulla in quell'anno. Filippo replicò alla richiesta incoraggiandoli e promettendo loro aiuto e sostegno nella loro guerra di religione contro gli inglesi protestanti della regina Elisabetta I. La strategia degli spagnoli era di per sé piuttosto semplice: la guerra in Irlanda avrebbe contribuito a creare un nuovo fronte nella speranza che gli inglesi venissero distratti dai combattimenti nei Paesi Bassi ed in Francia.

## L'Armada

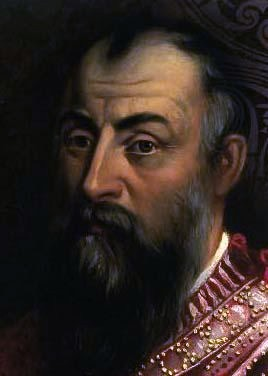
Hugh Ó Neill, II conte di Tyrone

Filippo II aveva riposto grandi speranze nella sua nuova Grande Armada che si stava organizzando a Lisbona. Essa era composta da 15 galeoni provenienti dalla Castiglia e 9 provenienti dal Portogallo, oltre a 53 navi fiamminghe e tedesche, 6 pinacce e una caravella, con un totale di 10 790 uomini a bordo. Da Siviglia altri 2500 uomini sarebbero partiti a bordo di altre 30 flyboats alla volta di Lisbona. A nord, a Vigo, altri 41 vascelli di vario tonnellaggio attendevano istruzioni, con circa 6000 uomini a bordo. Le forze totali in capo agl spagnoli erano composte quindi a 11 000 uomini e da 3000 cavalieri, oltre a 5500 marinai.
Oltre all'Adelantado, i principali capitani dell'operazione furono Carlos de Arellano, il maggiore generale Sancho Martínez de Leyva e l'ammiraglio generale Diego de Brochero. Già prima di sbarcare gli spagnoli avevano l'idea di sbarcare nei territori del clan O'Neill. A Lisbona, Cornelius O'Mulrian seguì con notevole interesse i preparativi della nuova armada. Secondo i rapporti del nunzio apostolico in Portogallo inviati a Roma periodicamente, l'invasione dell'Irlanda appariva ormai imminente. Questi si dimostrava speranzoso attraverso l'operazione di restaurare pienamente il cattolicesimo in Irlanda.
Nel luglio di quello stesso anno, il conte di Essex aveva ricevuto i rapporti delle sue spie e dai mercanti della presenza di 46 navi nel porto di Lisbona e della costruzione avviata di nuove navi da guerra lungo la costa di Biscaglia. Questa informazione venne passata anche alla regina Elisabetta I, ma venne rassicurata che le navi non sarebbero potute partire a causa delle tempeste autunnali che colpivano la regione ogni anno. Senza sottovalutare la situazione, ad ogni modo, la marina inglese venne avvertita dei preparativi e da subito giunsero dei rinforzi a proteggere l'Isola di Wight, Falmouth e la foce del Medway, a Chatham, dove si trovava in riposo la flotta inglese. Il comandante degli inglesi sul campo, lord Willoughby, aveva un'unica preoccupazione: dove gli spagnoli avrebbero cercato di sbarcare, certamente avrebbero trovato l'appoggio dei locali, tradizionalmente opposti al governo inglese.

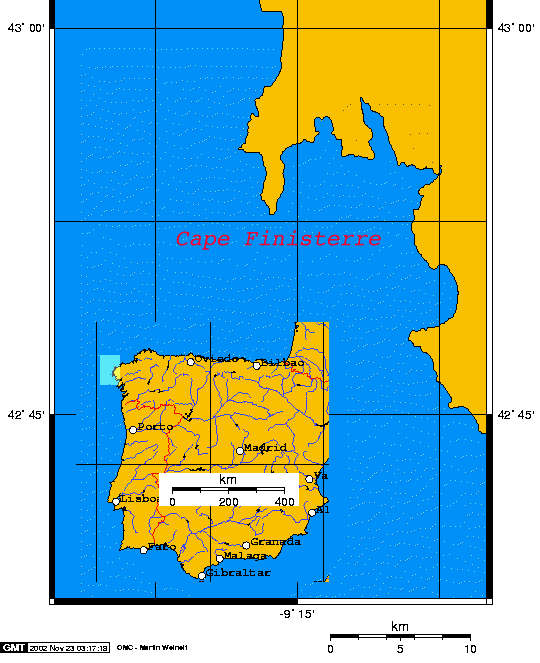
Capo Finisterre

All'inizio di ottobre, l'Armada non era ancora partita. La mancanza di cibo e di denaro oltre che a potenziali ammutinamenti avevano ritardato la spedizione, fatto che fece infuriare Filippo II. L'Adelantado aveva fatto dei preparativi dell'Armada una delle sue principali priorità ma ben presto chiese di prenderne direttamente il comando, fatto a cui Filippo II si oppose. Filippo decise di cancellare l'operazione come era stata scritta inizialmente per la stagione e i danni a cui le navi sarebbero andate incontro. L'Adelantado era invece concorde nel salpare da La Coruna ed assediare poi il porto francese di Brest ed il forte locale. Brest era stata prescelta in quanto città importante perché vicina al confine con la Spagna ma utile per attaccare l'Inghilterra ed aiutare così anche i ribelli irlandesi.

### L'operazione
Quando il tempo sembrò migliorare la mattina del 24 ottobre 1596, questo permise all'Armada (81 navi) di salpare dal porto di Lisbona. La flotta riuscì a partire da Lisbona il 25 ottobre, facendo rotta verso La Coruña e poi verso Viana do Castelo dove ancorare e attendere venti favorevoli. Quando i venti propizi giunsero, l'armata spagnola si mosse verso Capo Finesterre, l'ultimo tratto di terra a nordovest della penisola spagnola. Fu qui che le navi incontrarono una tempesta non prevista. Il resto delle navi che non venne colpita dalla tempesta riparò nella baia di Biscaglia dove iniziarono le prime riparazioni alle navi. Le intere forze spagnole cessarono di essere una vera e propria flotta da quel momento. Quaranta vascelli tentarono di entrare nel porto di Ferrol inclusa l'ammiraglia dell'Adelantado, la San Pablo.
Dal 1 novembre ciò che era rimasto della flotta era ormai tornato verso la costa; l'Adelantado informò personalmente la corte e re Filippo del disastro.
Nel frattempo, i rapporti del fatto che l'Armada era salpata iniziarono a filtrare in Inghilterra, assieme all'informazione che cinquecento spagnoli erano sbarcati in Irlanda in sostegno dei rivoltosi locali. Charles Howard inviò una potente flotta che includeva 13 galeoni per cercare di smembrare ciò che rimaneva dell'armada spagnola ma vi trovò solo dei legni galleggianti e dei corpi di soldati morti. Venne comunque catturata una flyboat spagnola assieme alla ciurma di 200 uomini che trasportava da cui gli inglesi seppero del destino del resto dell'armada.
Nessuna delle navi spagnole raggiunse mai il Canale della Manica.

## Conseguenze
Se in un primo momento le notizie giunte erano state minimizzate e Filippo sperava nel fatto che l'Adelantado riuscisse a riassemblare le navi, continuando nelle informazioni l'enormità del disastro divenne sempre più evidente. Le perdite dell'Armada furono significative; ovunque imperava confusione e tristezza per il disastro accaduto. A metà novembre il nunzio apostolico inviò a Roma un resoconto dei fatti accaduti: 30 vascelli mancavano ancora all'appello, 13 si erano schiantati e molti erano stati i morti nella classe degli ufficiali portoghesi. Tra le 18 navi affondate vi erano anche cinque delle navi principali della flotta personale di re Filippo II, dette gli Apostoles, tra cui figurava la Santiago, un galeone di 900 tonnellate che trasportava 330 soldati e marinai, di cui solo 23 sopravvissero. Una volta giunte nel porto, sulle navi iniziarono a diffondersi anche delle malattie. I sopravvissuti furono sempre meno. In tutto circa 5000 uomini morirono nell'operazione.
Quando la portata del disastro divenne nota in toto, Filippo II decise di cancellare definitivamente l'impresa il 13 novembre, seppur riluttante. Il disastro fu rovinoso in termini finanziari e marittimi in quanto le navi La Capitana de Levante e Santiago, che trasportavano ciascuna la cassa della paga dei soldati (30 000 ducati), andarono perdute. L'Armada svernò per poi tornare in Spagna la primavera successiva. In Galizia iniziò poco dopo a diffondersi un certo terrore che gli inglesi potessero intervenire nella regione sfruttando il momento di debolezza della flotta spagnola, come era accaduto nel 1589. L'Armada venne riparata mentre si trovava ad El Ferrol, ma ormai le autorità spagnole erano concentrate sul difendere la penisola.
Lo shock del disastro ebbe conseguenze in tutti i domini di Filippo II, il quale ovunque perse parte della propria influenza anche a fronte del successo totalizzato dal conte di Essex a Cadice. Già dopo la sconfitta di Cadice, la bancarotta aveva preso a minacciare il re di Spagna, ma con l'Armada il sovrano venne costretto a sospendere i pagamenti ai suoi creditori. Filippo II giunse a dichiarare la terza bancarotta durante il suo regno. Il re cercò disperatamente non solo di posporre l'operazione dell'Armada, ma soprattutto non voleva abbandonare l'idea della conquista dell'Inghilterra, motivo per cui chiese ulteriore denaro ai banchieri italiani.
Gli irlandesi continuarono a rimanere fiduciosi in un intervento spagnolo sull'isola. Un anno dopo venne effettuato un nuovo tentativo ma con alcuni cambiamenti nella strategia. L'armata del 1597 ebbe maggior successo e, pur incontrando anch'essa una tempesta, riuscì a raggiungere con alcune navi a raggiungere l'Inghilterra, sbarcando truppe in Cornovaglia e Galles. Tale effetto fu comunque minimo e altre navi andarono perdute nel viaggio di ritorno in Spagna poco dopo.